# Динамо (стадион, Пермь)
«Дина́мо» — стадион в Перми. С 1993 по 2002 — домашний стадион футбольной команды «Динамо-Пермь». На стадионе проходили встречи первенства Второй лиги.

## История
В начале 1920-х годов на месте стадиона «Динамо» была спортивная площадка при клубе имени Семашко. В 1925 году на общем собрании сотрудников пермского окружного отдела ОГПУ было создано спортивное общество «Динамо» и площадку расширили до размеров стадиона. В 1938 году на стадионе начинается строительство южной трибуны длинной 150 метров, для чего были специально отведены дополнительные земельные участки.
Двухэтажное здание с раздевалками, душевыми и спортивными залами было сдано в эксплуатацию в 1954 году. Общая площадь нового спортивного сооружения стадиона «Динамо» превысила семь тысяч квадратных метров. В 1970-е годы стадион пополнился капитальной трибуной и гостиницей.
Сегодняшнее «Динамо» — это спортивные секции по более чем 20-ти видам спорта. Основные — стрельба, самбо, лыжные виды спорта, лёгкая атлетика, фехтование, биатлон, служебное многоборье. В различных секциях занимается более тысячи детей и подростков.

## Адрес
г. Пермь, ул. Краснова, д. 1